# Францони, Маттео
Маттео Францони (итал. Matteo Franzoni; Генуя, 1682 — Генуя, 1767) — дож Генуэзской республики.

## Биография
Родился в Генуе в 1682 году, сын Стефано Францони и Магдалены Поццо. Был крещен 24 марта 1683 года в церкви Святого Матфея. С юности интересовался поэзией и литературой. Некоторые из его сонетов будут читаться на торжествах в честь четырёх дожей I половины XVIII века.
Параллельно предпринимал первые шаги по карьерной лестнице. Служил в магистрате вина и соли, покровителем Банка Сан-Джорджо, членом Верховного синдикатория, ответственным за вооружение против берберских пиратов, комиссаром крепости Савоны и генеральным комиссаром по вопросам оружия в итальянской Ривьере. Он также был государственным прокурором в 1724 году (ещё раз в 1748 году) и губернатором в 1737 году.
Во время сессии Малой Совета в 1743 году Маттео был одним из сторонников альянса с Францией и Испанией во время войны за австрийское наследство: этот альянс впоследствии привёл Геную к поражению и австрийской оккупации.
В условиях оккупации Францони был назначен, наряду с другими представителями дворян города, представителем Генуи при дворе в Вене. 22 октября, на сессии Совета, он предложил переворот против австрийского господства, но большинство дворян предпочли бежать из города. 6 декабря 1746 года началось народное восстание Балиллы. Поведение Францони в условиях восстания было воспринято неоднозначно: он одновременно выступал за независимость Генуи и почти открыло заявлял о лояльности австрийской администрации. Такая позиция привела к тому, что 12 декабря восставшие попытались поджечь его дворец в городе Рекко на востоке Лигурии.
В последующие годы взгляды Францони становились всё консервативнее. В 1754 году он решительно выступил против реформы, которая привела бы к модернизации системы государственного управления. Вероятно, такая позиция и помогла ему достичь вершины власти. 22 июня 1758 года Большой совет избрал его дожем, 165-м в республиканской истории.

### Правление и последние годы
Двухлетний мандат дожа Маттео Францони был отмечен в летописях и трудах самых прославленных генуэзских историков, особенно тех, кто наиболее тесно был связан с духовенством, как непопулярный и деспотичный. Он был подвергнут критике Сенатом за тоталитарное и независимое руководство, иногда выходившее за пределы его полномочий. Дож вступил в конфликт с папой римским, когда Рим отказался от его предложению назначать из Генуи епископов и священников неспокойной колонии - острова Корсика. Отрицательный ответ привел к жесткой реакции дожа: он изгнал с территории республики всех капуцинов и практически перестал посещать религиозные мероприятия.
Визит папского легата на Корсику вызвал ярость дожа: он обвинил папу Климента XIII в поддержке мятежников и издал 14 апреля 1760 года эдикт, обещавший 6000 крон тому, кто захватит и выдаст генуэзским властям папского легата.
По окончании мандата Францони предстал перед Верховным синдикаторием, который должен был дать оценку правлению дожа и рекомендовать его к занятию других должностей или отказать в этом. Вопреки ожиданиям значительной части дворянства и генуэзского народа, члены синдикатория положительно оценили работу Францони и назначили его пожизненным прокурором. При этом он продолжил государственную службу: служил президентом магистрата войны в 1761 году, отвечал за охрану границ в 1762 году и возглавлял магистрат богослужений и монастырей (1766).
Он умер в Генуе в 1767 году. Был похоронен в церкви Сан-Карло.
Он никогда не был женат и оставил в качестве единственного наследника Маттео Андреа Францони, второго сын своего племянника Стефано.